# Fujiwara no Tadafusa
Fujiwara no Tadafusa (藤原忠房?   ¿? - 928) fue un poeta, músico y cortesano japonés que vivió a mediados de la era Heian. Fue miembro de la rama Fujiwara Kyōke del clan Fujiwara. Fue bisnieto de Fujiwara no Tsuguhiko, nieto de Fujiwara no Maro, quien era fundador de la rama. Su madre fue la hija del Príncipe Sadamoto y su esposa fue la hija de Fujiwara no Takatsune. 
Como cortesano tuvo varios cargos dentro del Konoefu, también como Kurōdo, Kokushi de la provincia de Harima, oficial de la provincia de Ōmi, entre otros. En 922 fue nombrado gobernador de la provincia de Yamato, en 925 fue promovido como Jushii y gobernador de la provincia de Yamashiro, y en 927 fue nombrado Ukyō Daibu.
Como músico fue bastante activo en el gagaku o antigua música de la Corte Imperial Japonesa, sucedió a su padre con el manejo versátil de la biwa o laúd japonés y realizó actividades relacionadas con la danza y canto ceremonial y la música de orquesta cortesana. Realizó para el Príncipe Atsumi varios concursos de ejecuciones de gagaku en donde creó nuevas modalidades como el Kochōraku (胡蝶楽?   "danza de mariposas") y el Engiraku (延喜楽?   "danza de Engi") que eran derivadas del Komagaku, una variante que sólo usaba instrumentos de viento y de percusión.
Como poeta waka es considerado como uno de los treinta y seis poetas que conforman la lista antológica del Chūko Sanjūrokkasen. Participó en los círculos poéticos patrocinados por el Emperador Daigo, también en varios concursos de waka en 906 y 921. Tuvo una estrecha amistad con el poeta Ki no Tsurayuki. 17 de sus poemas fueron incluidos en las antologías imperiales Kokin Wakashū, Gosen Wakashū y Shūi Wakashū.